# European Gaming and Amusement Federation
European Gaming and Amusement Federation, plus simplement appelé EUROMAT est une association européenne basée à Bruxelles (Belgique) et fondée en 1979. Elle représente les intérêts d'associations européennes (23 membres) dans le domaine du jeu d'arcade, du divertissement, et du jeu vidéo. EUROMAT est active dans 20 pays de l'Union européenne.
L'European Gaming and Amusement Federation a été fondée sous le nom d'European Federation of Coin Machine Associations.

## Activités
L'activité principale d'EUROMAT consiste à orienter le développement européen et informer les associations membres sur la législation concernant ce secteur d'activité.
EUROMAT rassemble et diffuse également des informations sur l'industrie du divertissement.

## Membres
- Autriche :
  - AutomatenVerband
- Belgique :
  - Union Belge de l'Automatique (UBA)
- Bulgarie :
  - Bulgarian Trade Association of the Manufacturers and Operators in the Gaming Industry (BTA MOGI)
- Croatie
- Danemark :
  - Dansk Automat Brancheforening (DAB)
- France :
  - ASL-Interactifs
- Allemagne :
  - Bundesverband Automatenunternehmer (BA)
  - Deutscher Automaten-Großhandels-Verband (DAGV)
  - Verband der Deutschen Automatenindustrie (VDAI)
- Grèce :
  - Greek Federation of Electronic Games Associations (OSIPE)
- Hongrie :
  - Magyar Szerencsejáték Szövetség (MSZSZ)
- Irlande :
  - Irish Gaming & Amusement Association (IGAA)
- Italie :
  - Sezioni Apparecchi per Pubbliche Attrazioni Ricreative (SAPAR)
- Lituanie :
  - Nacionaliné Lošimu ir žaidimu Verslo Asociacija (NGGBA)
- Pays-Bas :
  - Van Speelautomaten Branche-Organisatie (VAN)
- Pologne :
  - Izba Gospodarcza - Producentów i Operatorów Urzadzén Rozrywkowych (IGPOUR)
- Roumanie :
  - Asociatia Organizatorilor Si Producatorilor De Jocuri De Noroc Din Romania (AOPJNR)
- Serbie :
  - Association of Gaming Organisers, Authorised Operators and Producers of Gaming Equipment of Serbia (JAKTA)
- Slovaquie
- Espagne :
  - Asociaciun española de Empresarios de Maquinas Recreativas (FACOMARE)
  - Confederación de Associaciones y Federaciones de Empresarios del Recreativo (COFAR)
- Suède :
  - Nöjesbranschens Riksförbund (NRF)
- Royaume-Uni :
  - British Amusement Catering Trade Association (BACTA)